# Katarina Jonsson
Katarina Maria Jonsson, född Johansson 15 mars 1965 i Bergs församling i Skaraborgs län, är en svensk moderat politiker. Hon var kommunalråd och kommunstyrelsens ordförande i Skövde kommun 2011–2022. Jonsson var ledamot av Moderaternas partistyrelse 2015–2023. Jonsson var även ordförande för Moderat skolungdom 1981–1982.